# كيفن بيفر
كيفن بيفر (بالإنجليزية: Kevin Beaver)‏ هو عالم جريمة أمريكي، ولد في 17 سبتمبر 1977.